# Gérard Le Grelle
Gerard Joseph Antoine graaf Le Grelle of Legrelle (Antwerpen, 6 januari 1793 - 28 oktober 1871) was een lid van het Belgisch Nationaal Congres en burgemeester van Antwerpen.

## Levensloop
Gérard Le Grelle, lid van de familie Le Grelle, was een zoon van de bankier Joseph Le Grelle (1764-1822) en Marie-Thérèse Cambier. Hij deed zijn middelbare studies in een chique school in Brussel, waar hij onder meer Philippe Lesbroussart als leraar had, die hem waarschijnlijk een sterk gevoel voor patriottisme gaf. Andere leden van zijn familie hadden zich al gemanifesteerd tijdens de Brabantse Revolutie. 1812 begon hij zijn opleiding in de familiebank J. J. Legrelle & Cie. Hij trouwde in 1815 met Anne Van Lancker en tussen 1816 en 1835 kregen ze dertien kinderen.
In 1816 begon hij aan een lange loopbaan als lid van de Commissie van de Armenkamer. Hij kon het jaar daarop zijn leiderscapaciteiten tonen tijdens de tyfusepidemie die losbrak, waarbij hij de zorgverlening voor de hulpbehoevenden organiseerde.
Toen het Verenigd Koninkrijk der Nederlanden tot stand kwam was het duidelijk dat Antwerpen profiteerde van de expansiepolitiek van Willem I en de handelswereld in de stad in grote mate orangist werd. Le Grelle bleef echter bij de katholieke principes wat betreft de eedformule die men moest onderschrijven en aangezien hij dit niet wilde, moest hij ook een benoeming tot gemeenteraadslid van Antwerpen afwijzen. Hij bleef bij zijn standpunt en in 1822 hielp hij een petitie tegen de regering te lanceren, met eisen zoals het herstel van de vrijheid van eredienst en onderwijs. Het belette niet dat hij in 1826 (de eedformule was versoepeld) samen met zijn broers opname aanvaardde in de adelstand, in opvolging van de erkenning die zijn overleden oom Henri Le Grelle in 1822 had verkregen. 
In plaats van openbare ambten legde hij zich meer toe op caritatieve activiteiten. Zo werd hij lid van de Commissie voor de gevangenissen, een activiteit die hij een halve eeuw zou volhouden. Daarnaast was hij ook in talrijke religieuze genootschappen of instituten actief (zie hieronder). 
Hij werd op 7 september 1852 door paus Pius IX tot Romeinse graaf benoemd. Deze grafelijke titel werd in 1853 in België bevestigd door Koning Leopold I van België (overdraagbaar op de eerste geborenen) en werd vanaf 1871 bij beslissing van Leopold II van België uitgebreid tot al zijn nakomelingen.

### Belgisch koninkrijk
Bij de gebeurtenissen van 1830 trad Le Grelle in de politieke arena. Op 6 oktober werd hij tot gemeenteraadslid van Antwerpen verkozen. Op dat ogenblik was de stad nog gedeeltelijk in handen van het regeringsleger en een maandenlang beleg stond de Antwerpenaren nog te wachten. Le Grelle nam als burgerwachtofficier deel aan schermutselingen met de Nederlandse troepen. Zijn naamsbekendheid groeide en de katholieke kiezers stuurden hem naar het Nationaal Congres, daar waar heel wat gekozenen in dit arrondissement orangist en liberaal waren. In het Congres bekommerde hij zich vooral om financiële en economische problemen, belastingen, begrotingen, het Rekenhof enz. Hij bevond zich in het kamp van de katholieke unionisten, maar dat belet niet dat hij, na eerst de onafhankelijkheidsverklaring te hebben goedgekeurd, zoals de overige Antwerpenaren tegen de eeuwigdurende uitsluiting van de Nassaus stemde. Hij liet weten dat hij het Nederlandse koningshuis ook niet wilde zien terugkeren, maar dat hij het ogenblik om een dergelijke beslissing te nemen helemaal inopportuun vond.
Verder stemde hij voor Karel van Oostenrijk-Teschen als staatshoofd en, samen met vier andere congresleden, voor Etienne de Gerlache als regent. In juni stemde hij voor Leopold van Saksen-Coburg en voor de aanvaarding van het Verdrag der XVIII artikelen.
In 1831 werd hij volksvertegenwoordiger en bleef dit tot in 1839. Na die datum wilde hij zich alleen nog aan activiteiten wijden in zijn stad. Hij was namelijk al sedert begin 1831 burgemeester van Antwerpen en deze stad besturen bleek allesbehalve een sinecure. Gérard Le Grelle was de enige verkozen burgemeester (1831) van Antwerpen, zijn opvolgers werden allen door de Koning benoemd. In deze functie werd hij een van de kopstukken, zo niet de voornaamste leider, van de katholieke 'partij' in Antwerpen. Hij bleef burgemeester tot in 1848. Tijdens rellen in 1831 werd Gerard Le Grelle door 400 werklozen opgewacht op het stadhuis. Hij besloot ze de Meir in Antwerpen te laten bestraten dat hij uit eigen zak betaalde, omdat de stad niet over de financiën beschikte. Voor zijn leiding tijdens de cholera-epidemie in juli 1832 werd hij benoemd als eerste Belg (door de Koning persoonlijk in 1833) tot Ridder in de Leopoldsorde. Gérard Le Grelle gaf kades aan de Schelde, breidde de spoorlijn Brussel-Mechelen uit tot Antwerpen (1836) en was een grote promotor van de IJzeren Rijnspoorlijn (spoorlijn Antwerpen-Keulen). Gerard Le Grelle organiseerde de basisscholen in Antwerpen, verschillende grote gebouwen zoals de Bourlaschouwburg, grote feesten (voor Rubens) om het statuut van grote stad te bekomen. Zijn opvolgers volgden dezelfde lijn.  Ook de familiezaak eiste zijn aandacht. De Handelsbank van Antwerpen, gesticht door zijn broer, had het in de crisisjaren veertig moeilijk.
Hij was via de Bank Joseph J. Le Grelle een grote financier van de Pauselijke Staten, toen de Paus van zijn grondgebied werd afgesneden en verplicht was de kosten van deze Staten te blijven betalen zonder de inkomsten te verkrijgen.
Hij was een groot bewonderaar van de kunst. Hij was lid en ondervoorzitter van de Raad van de Koninklijke Academie voor Schone Kunsten van Antwerpen. Gerard was met zijn zoon Auguste een grote beschermheer van de schilder Nicaise de Keyser. Hij was een van de drie oprichters van de 'Maatschappij voor Kristelijke Liefdadigheid', die vandaag de dag nog steeds bestaat en die het RevArte-ziekenhuis en de verpleeghuizen Hof ter Schelde en Hof ten Dorpe runt.
Ook in de levensloop van zijn elf kinderen (twee meisjes stierven op jonge leeftijd) weerspiegelde zich de levenshouding van Gérard Le Grelle: vier dochters werden kloosterzuster, een bleef ongehuwd en een trouwde. Bij de jongens werd Aloys jezuïet, de vier andere werden bankier van wie er een senator werd. Ze trouwden (een met de Burbure, een met Le Gros d'Incourt en een met de Villegas de St.-Pierre Jette).
Mandaten
Burgemeester van Antwerpen: 1831-1848
Lid van het Nationaal Congres: 1830-1831
Lid van de Belgische Kamer van Volksvertegenwoordigers: 1831-1837
Lid en vice-voorzitter van de Provinciale Raad: 1848-1871
Een van de drie oprichters en secretaris van de Maatschappij der Christelyke Liefdadigheid in 1824
Bankier bij de Bank Joseph J. Le Grelle
Voorzitter van de JJ Le Grelle-suikerfabriek en C°
Bestuurder van de verzekeringsmaatschappij “De Schelde”
Oprichter en voorzitter van de Hogere Zeevaartschool
Voorzitter en directeur van de Koninklijke Academie voor Schone Kunsten van Antwerpen 1831-1859
Lid van de Raad van Bestuur van het Liefdadigheidsbureau
Lid van de Gevangenisraad
Lid en penningmeester van het Sint-Bernardus Correctiehuis in Hemiksem
Lid van de Raad van Bestuur van het Burger- en Militair Veiligheidshuis
Voorzitter van het Antwerpse pandjeshuis
President van de kerkfabriek van Sint-Andries
Wereldlijke vader in het kapucijnenklooster
Oprichter van het Comité voor de Pontificale Werken
Voorzitter van de sociëteit St-François Régis
Collateur van de beurs Zegerus Van Hontsum
Kapelmeester van de Kapel van het Heilig Sacrament in de Onze-Lieve-Vrouwekathedraal (Antwerpen)
Voorzitter van de Broederschap van Onze-Lieve-Vrouw van Bijstand en Victorie
In 1833 werd hij tot Ridder in de Leopoldsorde benoemd en later, in 1856, werd hij gepromoveerd tot Grootofficier van de Orde.